# Tabanus leleani
Tabanus leleani är en tvåvingeart som beskrevs av Austen 1920. Tabanus leleani ingår i släktet Tabanus och familjen bromsar. Inga underarter finns listade i Catalogue of Life.